# Трезана
Трезана (итал. Tresana) је насеље у Италији у округу Маса-Карара, региону Тоскана.
Према процени из 2011. у насељу је живело 99 становника. Насеље се налази на надморској висини од 160 м.

## Становништво
Према резултатима пописа становништва 2011. у општини је живело 2.085 становника.
| 1931. | 1936. | 1951. | 1961. | 1971. | 1981. | 1991. | 2001. | 2011. |
| ----- | ----- | ----- | ----- | ----- | ----- | ----- | ----- | ----- |
| 4.432 | 4.257 | 4.047 | 3.217 | 2.550 | 2.246 | 2.171 | 2.055 | 2.085 |